# Accossu
Accossu è un cognome di lingua sarda.

## Varianti
Acossu.

## Origine e diffusione
Cognome tipicamente sardo, è presente prevalentemente a Oristano, Pabillonis, Selargius e Ussana.
Potrebbe costituire una variante del cognome Cossu o del cognome Accotzu.